# كيري سميث (ممثلة)
كيري سميث (بالإنجليزية: Kerry Smith)‏ هي مذيعة وممثلة نيوزيلندية، ولدت في 29 مارس 1953 في نيوزيلندا، وتوفيت بنفس المكان في 20 أبريل 2011 بسبب ورم ميلانيني.

## وصلات خارجية
- كيري سميث على موقع IMDb (الإنجليزية)